# Janovics András
Janovics András, Janovits Andor (Budapest, Erzsébetváros, 1904. május 23. – Budapest, 1945. január) író, újságíró, Janovics Jenő kolozsvári színigazgató unokaöccse, Vészi Margit unokatestvére.

## Életútja
Janovics Pál (1871–1945) újságíró és Keményffi Etelka (1872–1930) fiaként született. A Magyar Királyi Tanárképző Intézet Gyakorló Főgimnáziumában tanult. József Attila barátja volt és 1926-ban együtt laktak Párizsban és járták be Dél-Franciaországot. 1935 és 1939 között a Pesti Naplónál dolgozott, A gyáva Frigyes címmel novellái sorozatát is közölte a lap. 1935-ben Magyar Elemér író sajtópert indított ellene sajtó útján elkövetett hitelsértés címén Láthatatlan kaszárnya című könyvének kritikája miatt. A MÉL szerint Budapest felszabadulását követően egy eltévedt lövedék végzett vele, míg más források szerint munkaszolgálatosként vesztette életét.

## Műve
- A hazug (elbeszélés, Balassagyarmat, 1941)